# Merks Motor Museum
Merks Motor Museum ist seit 2011 das erste Nürnberger Automuseum. Es befindet sich im nordöstlich gelegenen Stadtteil Schafhof und besteht aus einer Privatsammlung der Familie Merk.

## Geschichte
Die Geschichte der Sammlung begann mit dem Kauf eines Mercedes-Benz 220 S Cabriolet, Baujahr 1957, den Claus Merk im Jahr 1975 erwarb und zusammen mit seiner Frau renovierte. In der Folge erwarb die Familie Merk weitere Fahrzeuge und vergrößerte so die Sammlung. Als seit den 1990er Jahren in der Immobilienbranche tätiger Geschäftsmann erwarb Claus Merk das Gelände der einstigen Fensterfabrik Johann Schlee in der Klingenhofstraße im Stadtteil Schafhof. Nach der zweijährigen Restaurierung der ehemaligen ungefähr 2000 Quadratmeter großen Produktionshalle richtete die Familie in dieser Nürnbergs erstes Automuseum ein, welches im April 2011 eröffnet wurde.

## Ausstellung

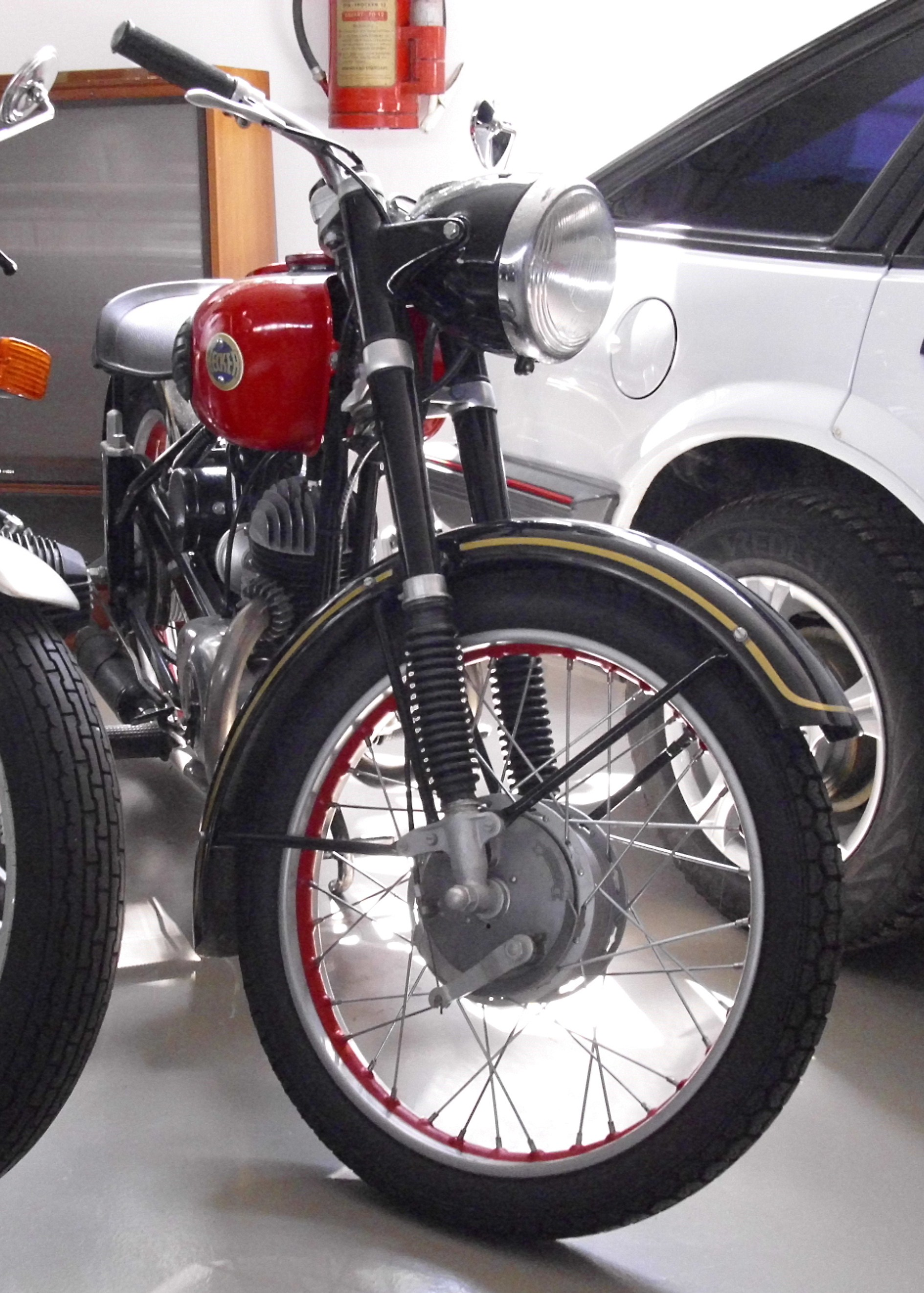
Hecker K 175 V Motorrad von 1952 aus Nürnberger Produktion

Die Ausstellung zeigt neben 90 Automobilen und 100 Motorrädern, auch eine Sammlung historischer Telefone, Schreibmaschinen und Radios, die überwiegend aus Nürnberger Produktion stammen. Auch werden rund 2000 Modellautos ausgestellt sowie eine Küche aus den 1930er Jahren und ein Büro aus den 1950er Jahren gezeigt. Darüber hinaus stehen Oldtimer-Zeitschriften verschiedener Jahrzehnte aus zweiter Hand zum Kauf zur Verfügung. Ebenso ist geplant, dem Museum eine über 200 Exemplare umfassende Fahrradausstellung anzuschließen. Folgend eine Auswahl der gezeigten Objekte:
- Ardie-Motorrad (1939)[7]
- Amilcar Type C 5 (etwa 1934)
- Autobianchi A 112 (1974)
- Bristol 400 (1948)[8]
- Chevrolet Coach (1927)[9]
- DAF 44 (1974)
- Fiat Uno (1991)
- Ford P3[10]
- Hecker K 175 V Motorrad (1952)
- Jaguar XK 140 OTS (1955)[11]
- Jensen-Healey
- Lloyd Alexander TS[12]
- Mercedes-Benz 280 SL Pagode[13]
- Mercedes-Benz 220 S Cabriolet (1957)[14]
- Neckar Jagst 2
- Panhard 24 bt (1965)
- Renault 4[15]
- Triumph Herald

## Sonstiges
Dem Museum ist auch ein Museumsshop sowie ein Bistro, das für private Feierlichkeiten gemietet werden kann, angeschlossen. Des Weiteren finden im Museum des Öfteren Auktionen und Flohmärkte statt.